# Весільний букет

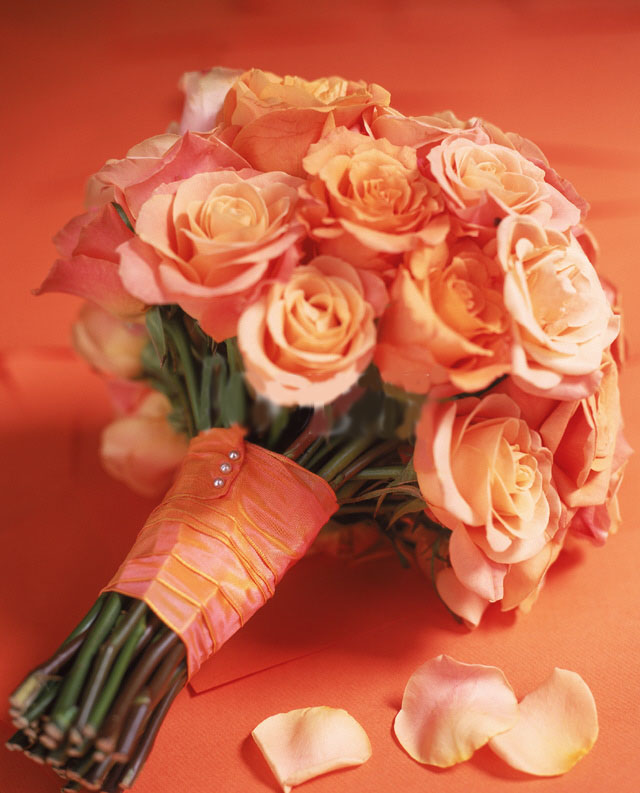
Весільний букет, скріплений тканиною

Весільний букет, букет нареченої — традиційний флористичний аксесуар, що доповнює весільну сукню.
Рослини застосовувалися у весільних обрядах різних культур з давніх часів, але не як декор. Вважалося, що під час одруження люди особливо вразливі. Аби вберегтися «від нападу нечисті», давньогрецькі, римські та кельтські наречені одягали на шию вінки з запашних трав. У Середньовічній Європі нареченій доводилося носити на собі цибулю та часник.

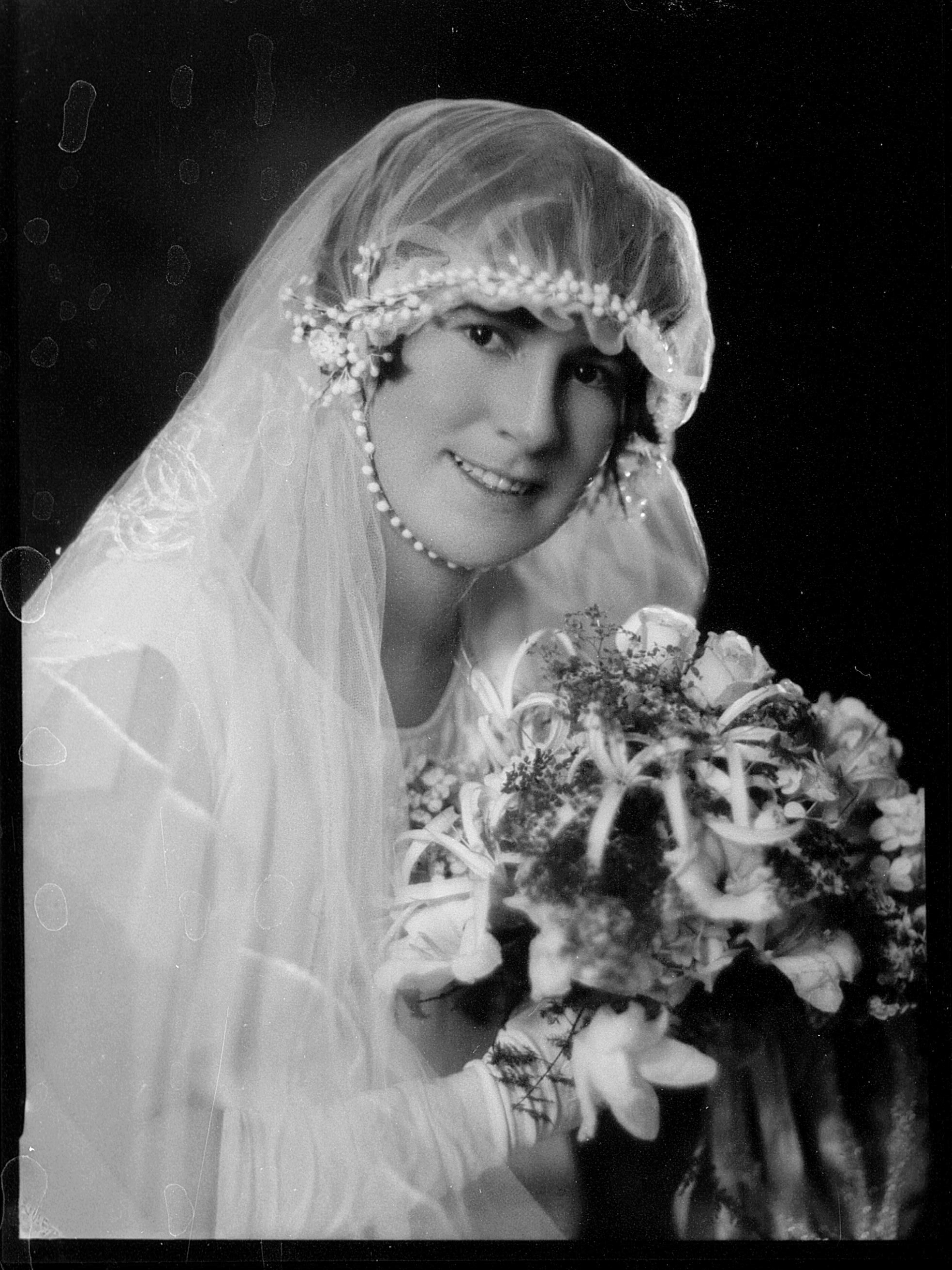
Портрет нареченої у фаті з букетом

Згодом у різних країнах світу сформувалися власні весільні звичаї, пов'язані з квітами. Сучасний весільний букет набув популярності лише в XIX ст. за часів правління англійської королеви Вікторії, після її вінчання з принцом Альбертом в 1840. Образ королівської нареченої доповнила композиція з календули та кропу. Календула символізувала чистоту Діви Марії, а кріп уживався після закінчення церемонії, щоб розпалити пристрасть у молодят.
Мода на весільні букети швидко поширилася всією Європою. Квіти підбиралися у відповідність до приписуваного їм значення і ставали своєрідними посланнями. Так, троянди позначали ніжність, бузок перше кохання, апельсинові квітки (флер-д'оранж) — щастя в одруженні тощо.

## У європейській культурі
Німецькі весільні звичаї також пов'язані з композиціями з квітів. Букет нареченої за традицією складається лише з білих квітів — символу цноти та чистоти. Колись голову нареченої обов'язково мав прикрашати вінок із мирту. Його вважають головним символом німецького весілля.
Найпоширеніша традиція кидати букет неодруженим жінкам-гостям вперше з'явилася на урочистостях Америки. Дівчина, яка впіймала квіти, нібито могла розраховувати на удачу в коханні. Згодом зі зростанням ціни на квіткові композиції псувати справжній букет вважали недоцільним. У зв'язку з цим американці почали готувати спеціально призначений для обряду букет-дублер. Зараз таку традицію можна зустріти майже на будь-якому весіллі незалежно від країни.